# زوکوتو
زوکوتو (به ایتالیایی: Zuccotto)، دسر سنتی ناحیهٔ توسکانی در کشور ایتالیا است. معنای زوکوتو کلاهی است که مقدسین بر سر می‌گذارند. در این نوع دسر کیک اسفنجی در براندی یا انواع دیگر لیکور خیسانده می‌شود. این کیک اسفنجی به عنوان سقف این کیک گنبدی شکل بکار می‌رود و داخل کیک از خامهٔ زده شده و شکلات و آجیلی که در خامه مخلوط شده تشکیل یافته‌است. این کیک به صورت نیمه یخ زده نگهداری می‌شود اما به علت اینکه داخل خامه مقدار زیادی هوا داخل شده این قسمت به صورت یخ زده در نخواهد آمد و باعث طعم بهتر کیک اسفنجی خواهد شد. این دسر به علت پر دوام بودن محبوب‌است.